# Jankovac (Jankovačka mikroregija, Mađarska)
Jankovac (mađ. Jánoshalma) je gradić u južnoj Mađarskoj.

## Upravna organizacija
Sjedište je istoimene mikroregije u Bačko-kiškunskoj županiji. Upravno mu pripadaju naselja Rogožnjača (mađ. Gyékényes), Hrđavica (mađ. Hergyevica, od 1905. do 2000-ih Kovács-tanyák), Kecskés, Kiserdő, Parcelok, Gebeljaroš (mađ. Göböljárás), a nekada i Mirgeš (mađ. Mérges) i Šimlak (mađ. Sömlék).
U Jankovcu djeluje romska manjinska samouprava.
Poštanski broj je 6440.

## Zemljopis
Nalazi se na 46°18' sjeverne zemljopisne širine i 19°20' istočne zemljopisne dužine.
Zauzima površinu od 132,21 km2, a u Jankovcu živi 9848 stanovnika (stanje 2005.).

## Povijest
Povijesni ga izvori bilježe pod imenima Jankovo, 1649. kao Jancouvazz, 1731. kao Jánkovácz, u Hrvata i kao Jankovo. 1904. je službeno ime na mađarskom Jankovácz pomađareno u Jánoshalma, kao dio jedne šire zakonske akcije pomađarivanja "nedostatno mađarskih" toponima.

## Promet
Jankovac se nalazi na željezničkoj prometnici. U južnom dijelu grada je željeznička postaja.

## Povijest i stanovništvo
Selo je prije imalo hrvatsko stanovništvo. Mjesni Hrvati su pripadali etničkoj skupini Bunjevaca.
Kasnijim procesima odnarođivanja, što prirodnom, što nasilnom asimilacijom, mjesni su Hrvati nestali.
2001. je godine Jankovac imao 9.939 stanovnika. Većina su stanovnika Mađari, 3% je Roma te ostali.